# Trey Gilder
George Gilder, detto Trey (Dallas, 24 gennaio 1985), è un cestista statunitense.

## Palmarès
- Campione NBDL (2009)